# M'hamed Hassine Fantar

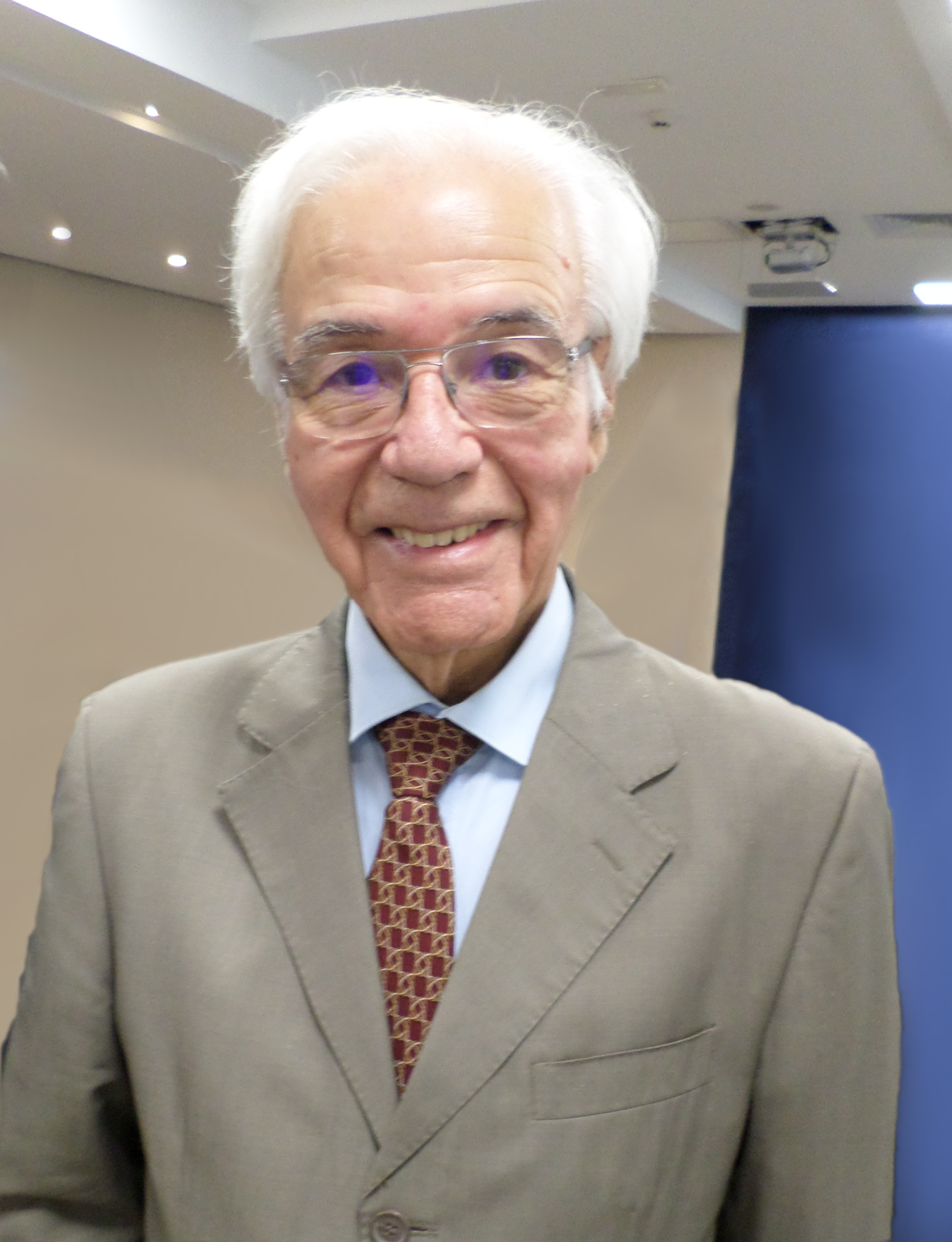

M'hamed Hassine Fantar (en árabe: محمد حسين فنطر) (Ksar Hellal, 1 de octubre de 1936) es un historiador y profesor universitario tunecino.

## Biografía
Formado en el Collège Sadiki, en la École Normale Supérieure de Túnez y en las Universidades de Estrasburgo y La Sorbona de París. Comenzó a trabajar en el Instituto Nacional de Arqueología y Arte, más tarde denominado Instituto de Patrimonio Nacional, que dirigió entre 1982 y 1987, fue también director de investigación del Centro para el Estudio de la civilización fenicio-púnica y de antigüedades libias, y cofundador de la revista Reppal, publicación académica del centro.
Durante un tiempo fue también director de la División de Museos de Túnez. En la actualidad es profesor de historia antigua, arqueología e historia de las religiones en distintas universidades de Túnez y conferenciante de las universidades de Roma, Bolonia, Cagliari, Trípoli, Bengasi, Católica de Lovaina y el Colegio de Francia. En la etapa previa a la Primavera Árabe, fue responsable de la cátedra creada por el depuesto presidente, Zine el-Abidine Ben Ali, para el Diálogo entre Civilizaciones y Religiones, tiempo que coincidió en parte con su cargo como miembro de la desaparecida Cámara de Consejeros (2005-2011).
Es miembro correspondiente del Instituto Arqueológico Alemán, de la Real Academia de la Historia de España, de la Academia Linceana de Roma y de la Unión de Escritores Tunecinos. Entre sus muchos reconocimientos destaca tener la Orden al Mérito de la República Italiana y ser doctor honoris causa por la Universidad de Bolonia.

## Obras
Es autor de numerosas obras sobre historia antigua del Norte de África y de los pueblos que la habitaron, destacando:
- Nouvelles tombes puniques découvertes sur les flancs de la colline du Borj Jedid à Carthage (Roma, 1965)
- Carthage: la prestigieuse cité d'Elissa (Túnez, 1970)
- Téboursouk: stèles anépigraphes et stèles à inscriptions néopuniques (París, 1974)
- Le dieu de la mer chez les phéniciens et les puniques (Roma, 1977)
- Tunisie: 30 siècles de civilisations, éd. Maison tunisienne de l'édition, Tunis, 1983
- Kerkouane, cité punique du cap Bon (Tunisie) (3 volúmenes, 1984-1986)
- Le Bardo, un palais, un musée (Túnez, 1989)
- Carthage: les lettres et les arts (Túnez, 1991)
- Carthage: la cité punique (París, 1995)
- Carthage: approche d'une civilisation, (2 volúmenes, Túnez 1993-1996)
- Les Phéniciens en Méditerranée (Aix-en-Provence, 1997)
- Carthage: la cité d'Hannibal (París, 2007)